# Albert Coulon
Albert Coulon, né le 1er avril 1880 à Villemaréchal (Seine-et-Marne) et mort le 27 décembre 1970 en son domicile dans le 18e arrondissement de Paris, est un militaire et homme politique français.

## Biographie
Il s'est engagé volontairement dans l'armée en 1897 pour les équipages de la flotte à Fontainebleau où il gravit tous les échelons d’élève mécanicien à maître mécanicien. 
Il incorpore le quartier de Toulon en 1904 où il devient inspecteur Général des machines, chargé des questions concernant le personnel de l'aéronautique navale au ministère de la marine puis ingénieur général mécanicien de la Marine.
Il est nommé  par le Philippe Pétain pour remplir les fonctions de maire de Toulon le 29 novembre 1940 et demeure à son poste jusqu'en 1944.